# Lussac, Charente

Lussac este o comună în departamentul Charente, Franța. În 1 ianuarie 2022 avea o populație de 293 de locuitori.